# جونیور تالو
جونیور تالو (زاده ۲۱ دسامبر ۱۹۹۲) بازیکن فوتبال اهل ساحل عاج است که در پست مهاجم برای باشگاه اویپشت بازی می‌کند.